# Kisshōmaru Ueshiba
Kisshōmaru Ueshiba (jap. 植芝吉祥丸 Ueshiba Kisshōmaru; ur. 27 czerwca 1921 w Ayabe, zm. 4 stycznia 1999 w Tokio) – trzeci syn Morihei Ueshiby, twórcy aikido. Był dōshu aikido i przewodniczącym Aikikai aż do swojej śmierci w 1999 roku. Urodził się w Ayabe. Ukończył ekonomię na Waseda University.